# Ames Moot Court Competition
O Ames Moot Court Competition é a competição anual de nível superior de tribunal simulado da Harvard Law School. Ele é projetado e administrado pelo Conselho de Conselheiros de Alunos da HLS e existe desde 1911.

## Formato e história
Conforme estruturada atualmente, a competição oficial começa no outono (geralmente outubro ou novembro) do segundo ano de curso de direito dos alunos com uma rodada de qualificação round-robin. Cada equipe nesta etapa é composta por quatro participantes, cada um argumentando duas vezes em times de dois. As quatro equipes com as pontuações mais altas avançam para as semifinais na primavera. Então, cada equipe pode adicionar dois participantes, para um total de seis pessoas por equipe; dois membros de cada equipe apresentam sustentação oral nesta rodada, normalmente perante um painel de um juiz federal de apelação, um juiz distrital e um juiz de tribunal estadual. Na rodada final da competição, realizada no outono do terceiro ano de curso, as duas equipes restantes discutem um caso perante um painel que geralmente consiste em um juiz da Suprema Corte dos Estados Unidos e dois juízes das Cortes de Apelações dos Estados Unidos. Os prêmios são concedidos ao melhor Brief, melhor orador e melhor equipe geral.
A competição foi originalmente organizada em torno dos agora extintos clubes de advocacia da escola. A competição ocorre principalmente no segundo ano dos alunos porque o corpo docente descobriu que, para os alunos que não terminaram no topo da classe do primeiro ano, "era [difícil] para eles terem o mesmo interesse em seu trabalho, particularmente no trabalho dentro dos clubes de advocacia, cuja participação depende inteiramente de sua própria vontade." Assim, para incentivar os alunos a continuarem trabalhando duro, os finalistas do Ames receberam prêmios de $ 200 para o primeiro lugar e $ 100 para o segundo lugar. Depois de vários anos de um torneio de eliminação única, o formato mudou para um round-robin que mais se assemelha à estrutura atual da rodada de qualificação.
A competição da rodada final é um dos eventos mais populares na Faculdade de Direito a cada ano, especialmente porque um juiz da Suprema Corte dos Estados Unidos geralmente o preside. A rodada final do Ames foi ocasionalmente transmitida pela C-SPAN.
Muitos consideram a competição do Ames uma experiência exigente, mas gratificante. A presidente da Suprema Corte do Colorado, Mary Mullarkey, uma semifinalista d Ames em seu tempo em Harvard, escreveu que "o que foi mais gratificante foi a oportunidade de trabalhar em equipe com outros alunos. Poderíamos debater, argumentar e desafiar uns aos outros enquanto analisávamos o caso e preparávamos os resumos. O processo era muito mais satisfatório do que a rotina de palestras em sala de aula e exames solitários. A competição do Ames forneceu uma visão realista de como poderia ser a prática da advocacia." 

## Vencedores
Notáveis vencedores incluem:
- O notável juiz do segundo circuito Henry Friendly (1927)
- Juiz da Suprema Corte da Califórnia, Mathew Tobriner (1927)
- Juiz da Suprema Corte Harry Blackmun (1932)
- Professor e autor, o Rev. Dr. Wallace Clift (1949-Melhor Brief)
- Ex-governador de Delaware Pierre S. du Pont, IV (1963)
- Ex-membro da Assembleia Legislativa do Estado da Califórnia, Sheila Kuehl (1977)
- Professor da Harvard Law School Cass Sunstein (1977)
- Ex-reitora da Stanford Law School Kathleen Sullivan (1980)
- Governador de Massachusetts Deval Patrick (1981)
- Congressista Artur Davis (1992 - Melhor Oralista, não estava na equipe vencedora)
- Prefeito de San José Sam Liccardo (1995)
- Ex-assistente do Advogado-Geral Kannon Shanmugam (1997)
- Adam Szubin
- Kannon Shanmugam
- Bathsheba Crocker
- Michael C. Dorf
- Greg Rosenbaum